# Сінано (річка)
Рі́чка Сіна́но або Сінаноґа́ва (яп. 信濃川, しなのがわ, МФА: [ɕinano gawa]) — річка в Японії, в центральній частині острова Хонсю. Найдовша річка країни. Довжина — 367 км. Площа басейну — 11,900 км², третя по країні. Бере початок на вершині Кобусі в горах Тітібу. Протікає територією префектур Наґано й Ніїґата, проходить через рівнину Етіґо й впадає в Японське море в районі міста Ніїґата. Верхня течія річки називається річка Тікума́ або Тікумаґа́ва (яп. 千曲川, ちくまがわ, МФА: [t͡ɕi̥kuma gawa]). Оспівана в багатьох японських піснях.

## Каскад ГЕС
На річці розташовано ГЕС Сінаногава, ГЕС Сендзю, ГЕС Сін-Одзія.